# Verzorgingsplaats Cœur des Hauts-de-France
Verzorgingsplaats Cœur des Hauts-de-France is een geheel van twee verzorgingsplaatsen, Cœur des Hauts-de-France Ouest en Cœur des Hauts-de-France Est, aan de autosnelweg A1/E19 tussen het knooppunt met de A2 en het knooppunt met de A29 op het grondgebied van de gemeenten Assevillers en Estrées-Deniécourt in het Franse departement Somme. Voorheen heetten de verzorgingsplaatsen Assevillers Ouest en Assevillers Est. Tot 2019 waren beide zijden met elkaar verbonden door een voetgangersbrug en in hetzelfde jaar werden grote werken aan de infrastructuur voltooid. 
Samen gaat het vermoedelijk om de grootste verzorgingsplaats in Frankrijk na die van Montélimar in het zuiden. Op jaarbasis ontvangt de verzorgingsplaats bijna een miljoen klanten, waarmee het de grootste trekpleister van het departement is en de tweede grootste van de regio Hauts-de-France na Parc Astérix. De beheerder is Sanef, die de uitbating ervan uitbesteedt aan de firma Areas. Het ontwikkelingssamenwerkingsverband PETR Cœurs Hauts-de-France heeft er in 2020 een toeristisch kantoor in gebruik genomen om het oosten van het departement Somme meer bekendheid te geven.